# دینار تونس
دینار یکای پول رایج در کشور تونس است و توسط بانک مرکزی تونس ارائه می‌شود. دینار تونسی از سال ۱۹۶۰ جایگزین فرانک تونس شد. هر دینار تونس به ۱۰۰۰ میلیم تقسیم می‌شود.

## سکه‌ها
| نگاره | بها       |
| ----- | --------- |
|       | ۵ میلیم   |
|       | ۱۰ میلیم  |
|       | ۲۰ میلیم  |
|       | ۵۰ میلیم  |
|       | ۱۰۰ میلیم |
|       | ۲۰۰ میلیم |
|       | ½ دینار   |
|       | ۱ دینار   |
|       | ۲ دینار   |
|       | ۵ دینار   |

## اسکناس‌ها
نوشته‌های اسکناس‌های دینار تونس به دو زبان عربی و فرانسوی نوشته شده‌اند.
در تاریخ ۳۱ دسامبر ۲۰۱۹ همه اسکناس‌های چاپ شده پیش از سال ۲۰۱۱ از گردش خارج شدند.
| اسکناس‌های خارج شده از گردش | اسکناس‌های خارج شده از گردش | اسکناس‌های خارج شده از گردش | اسکناس‌های خارج شده از گردش | اسکناس‌های خارج شده از گردش                                    | اسکناس‌های خارج شده از گردش                           |
| نگاره                      | نگاره                      | بها                        | رنگ                        | شرح                                                           | شرح                                                  |
| رو                         | پشت                        | بها                        | رنگ                        | رو                                                            | پشت                                                  |
| -------------------------- | -------------------------- | -------------------------- | -------------------------- | ------------------------------------------------------------- | ---------------------------------------------------- |
|                            |                            | ۵ دینار                    | سبز                        | هانیبال، بندر پونی در کارتاژ                                  | نقش‌مایه به یاد سرنگونی حبیب بورقیبه در ۷ نوامبر ۱۹۸۷ |
|                            |                            | ۵ دینار                    | سبز لیمویی                 | کارتاژ، هانیبال                                               | کشتی‌های کارتاژی                                      |
|                            |                            | ۱۰ دینار                   | آبی                        | ابن خلدون                                                     | نقش‌مایه به یاد سرنگونی حبیب بورقیبه در ۷ نوامبر ۱۹۸۷ |
|                            |                            | ۱۰ دینار                   | آبی                        | دیدو به مناسبت برگزاری کنفرانس سازمان ملل در تونس در سال ۲۰۰۶ | سبیطله، دیش ماهواره                                  |
|                            |                            | ۱۰ دینار                   | آبی و زرد                  | ابوالقاسم شابی                                                | مدرسه‌ای در تونس                                      |
|                            |                            | ۲۰ دینار                   | ارغوانی                    | خیرالدین تونسی                                                | نقش‌مایه به یاد سرنگونی حبیب بورقیبه در ۷ نوامبر ۱۹۸۷ |
|                            |                            | ۲۰ دینار                   | قرمز، آبی و زرد            | خیرالدین تونسی                                                | دبیرستان صادقی در تونس                               |
|                            |                            | ۳۰ دینار                   | سبز و نارنجی               | ابوالقاسم شابی                                                | کشتزار، چند بز، قالی‌بافی                             |
|                            |                            | ۵۰ دینار                   | سبز و ارغوانی              | ابن رشیق                                                      | پل رادس، فرودگاه بین‌المللی النفیضه حمامات            |
|                            |                            | ۵۰ دینار                   | سبز، آبی و نارنجی          | ابن رشیق                                                      | میدان مرکزی تونس                                     |

با سرنگونی رژیم زین‌العابدین بن‌علی سری تازه‌ای از اسکناس‌ها آهسته آهسته به چاپ رسید. در سال ۲۰۲۰ اسکناس‌های ۵ دیناری و ۵۰ دیناری روانه بازار شد. تصویر توحیده بن شیخ، نخستین پزشک زن تونس بر روی اسکناس ۱۰ دیناری نقش بسته است.
| اسکناس‌های کنونی | اسکناس‌های کنونی | اسکناس‌های کنونی | اسکناس‌های کنونی | اسکناس‌های کنونی | اسکناس‌های کنونی         |
| نگاره           | نگاره           | بها             | رنگ             | شرح             | شرح                     |
| رو              | پشت             | بها             | رنگ             | رو              | پشت                     |
| --------------- | --------------- | --------------- | --------------- | --------------- | ----------------------- |
|                 |                 | ۵ دینار         | سبز             | صباح‌الدین عمامی | آباره‌های رومی در زغوان  |
|                 |                 | ۱۰ دینار        | آبی             | توحیده بن شیخ   | سفالگری و جواهر بربری   |
|                 |                 | ۲۰ دینار        | قرمز            | فرحات حشاد      | آمفی‌تئاتر الجم          |
|                 |                 | ۵۰ دینار        | قهوه‌ای          | هادی نویره      | ساختمان بانک مرکزی تونس |

## کشورهای دیگر که دینار یکای پول آنها است
| نام کشور      | یکای پول "دینار"                    |
| ------------- | ----------------------------------- |
| اردن          | دینار اردن                          |
| الجزایر       | دینار الجزایر                       |
| بحرین         | دینار بحرین                         |
| تونس          | دینار تونس                          |
| سودان         | دینار سودان                         |
| صربستان       | دینار صربستان                       |
| عراق          | دینار عراق                          |
| کویت          | دینار کویت                          |
| لیبی          | دینار لیبی                          |
| مقدونیه شمالی | دینار مقدونیه                       |
|               |                                     |
| ایران         | ریال ایران - به صد دینار بخش می‌گردد |